# Langschlag
Langschlag est une commune autrichienne du district de Zwettl en Basse-Autriche.

## Géographie
Langschlag appartient au district de Zwettl. Elle se trouve à 25km de celui-ci et à 154 km de Vienne.